# Jürgen Wiefel
Jürgen Wiefel (ur. 10 marca 1952 w Lipsku) – niemiecki strzelec sportowy. Dwukrotny medalista olimpijski.
Reprezentował barwy Niemieckiej Republiki Demokratycznej. Specjalizował się w strzelaniu pistoletowym. Brał udział w dwóch igrzyskach olimpijskich (IO 76, IO 80). Na obu zdobył srebrne medale w strzelaniu z pistoletu szybkostrzelnego na dystansie 25 metrów – w 1976 przegrał z rodakiem Norbertem Klaarem, a w 1980 z Rumunem Corneliu Ionem. W dorobku ma także medale zawodów Pucharu Świata oraz tytuły mistrza NRD (1975, 1977, 1978, 1982, 1983).